# Admiral (Slovenska vojska)
Admiral je najvišji admiralski čin v Slovenski vojski; uveden je bil leta 1995 z Ukazom o razglasitvi zakona o spremembah  in dopolnitvah zakona o obrambi (ZObr-C). Admiral Slovenske vojske je tako nadrejen viceadmiralu.
V skladu s Natovim standardom STANAG 2116 čin spada v razred OF-9 in velja za štirizvezdni čin.

## Oznaka
Oznaka čina je sestavljena iz ene širše črte in štirih ožjih črt; na zgornji ožji črti se nahaja še pentlja.

## Zakonodaja
Admirale imenuje minister za obrambo Republike Slovenije na predlog načelnika Generalštaba Slovenske vojske.
Vojaška oseba lahko napreduje v čin admirala, če je s činom kotraadmirala razporejen na dolžnost, za katero se zahteva čin admirala ter je to dolžnost opravljal najmanj eno leto s službeno oceno odličen«.

## Seznam
Do sedaj še noben pomorski častnik Slovenske vojske ni bil povišan v čin admirala.